# Quiz Lady
Quiz Lady ist eine US-amerikanische Filmkomödie von Jessica Yu aus dem Jahr 2023.

## Handlung
Anne führt ein unscheinbares Leben: Sie arbeitet in der Rechnungsabteilung eines Unternehmens im Großraumbüro und verpasst keine Folge ihrer liebsten Quizsendung mit Quizmaster Terry McTeer. Nachdem ihre Mutter das Altersheim verlassen hat, erfährt sie, dass ihre Mutter massive Spielschulden hat. Anne wird erpresst und ihr geliebter Hund, der Mops Mr. Linguine, wird entführt. Um den Hund zu retten, schließt sie sich mit ihrer chaotischen Schwester Jenny zusammen, um das benötigte Geld aufzutreiben.
Ihre einzige Option besteht darin, mit Anne an der Quizshow teilzunehmen und das Preisgeld zu gewinnen. Der Roadtrip, den die Schwestern unternehmen, wird zu einer Reise der Selbstentdeckung und des Zusammenwachsens. In diesem Prozess müssen sie nicht nur Annes Fähigkeiten als Quizexpertin nutzen, sondern auch ihre Beziehung zueinander stärken, um die Spielschulden ihrer Mutter zu begleichen und Annes Hund sicher zurückzubringen.

## Produktion
Im Oktober 2020 wurde bekannt gegeben, dass ein unbetitelter Comedy-Film bei Netflix in Entwicklung sei. Das Drehbuch wurde von Jen D’Angelo geschrieben und Sandra Oh sowie Awkwafina wurden als Hauptdarstellerinnen genannt. Im Dezember 2021 verließ Netflix angeblich das Projekt und die Rechte wurden von 20th Century Studios erworben. Jessica Yu war als Regisseurin vorgesehen. Die Produktion des Films sollte unter der Leitung von Will Ferrell und Jessica Elbaum von Gloria Sanchez Productions in Zusammenarbeit mit Artists First erfolgen. Alex Brown fungierte als Executive Producer, während Sarah Shepard den Film für 20th Century betreute.
Die Dreharbeiten begannen am 7. Juni 2022 und waren bis zum 22. Juli desselben Jahres geplant. Die Aufnahmen fanden sowohl in Los Angeles als auch in New Orleans statt.

## Veröffentlichung
Der Film feierte am 9. September 2023 Premiere beim Toronto International Film Festival. Der Film wurde am 3. November 2023 auf dem Streaminganbieter Hulu und weltweit auf Disney+ veröffentlicht.